# Amos Oz
Amós Oz, cujo nome original é Amos Klausner (Jerusalém, 4 de maio de 1939 - 28 de dezembro de 2018), foi um escritor israelense, co-fundador do movimento pacifista Paz Agora (Shalom Akhshav - שלום עכשיו).

## Biografia
Nascido no seio de uma família judia askenazita, cujos pais fugiram em 1917 de Odessa, na Ucrânia para Vilnius, na Lituânia e daí para o Mandato Britânico da Palestina em 1933. Em 1954, Oz entrou para o Kibbutz Hulda e adotou então o seu nome atual. Durante o seu estudo de Literatura e Filosofia na Universidade Hebraica de Jerusalém entre 1960 e 1963 publicou seus primeiros contos curtos. Oz participou na Guerra dos Seis Dias e na Guerra do Yom-Kippur e fundou, na década de 1970 juntamente com outros, o movimento pacifista israelita/israelense Schalom Achschaw (Peace Now); pela Solução de Dois Estados.
Fundador e principal representante do movimento israelita/israelense Paz Agora, é o escritor mais influente de seu país. Poucos autores escrevem com tanta compaixão e clareza sobre as agruras presentes e passadas de Israel. Em romances como Conhecer uma mulher (1992), Pantera no porão (1999) ou Meu Michel (2002);  explora a persistência do amor durante a guerra.
Em 1991 foi eleito membro da Academia de Letras Hebraicas; Em 1992, recebeu o Prémio de Frankfurt pela Paz, e ganhou o Prêmio Israel, o mais prestigioso do país. Em 1998 (50º ano da Independência de Israel), recebeu o Prémio Femina em França e foi indicado para o Prémio Nobel de Literatura em 2002. Em 2004 recebeu o Prémio Internacional Catalunya, junto com o pacifista palestino Sari Nusseibeh, e também Prémio de Literatura do jornal alemão Die Welt, por "Uma História de Amor e Escuridão". Publicou cerca de duas dezenas de livros em hebraico, e mais de 450 artigos e ensaios em revistas e jornais de Israel e internacionais (muitos dos quais para o jornal do Partido Trabalhista "Davar" e, desde o encerramento deste na década de 1990, para o "Yediot Achronot"). Tem livros e artigos seus traduzidos por todo o mundo e quase toda a sua obra se encontra traduzida em português.
Em 2005 recebeu o prémio/prêmio Goethe como escritor. Em 2007 recebeu o Prémio Príncipe das Astúrias de letras.

## Principais obras

### Não ficcionais
- In the Land of Israel (ensaios sobre questões políticas) ISBN 0-15-144644-X
- Israel, Palestine and Peace: Essays (1995) (Previously published: Whose Holy Land? (1994).)
- Under This Blazing Light (1995) ISBN 0-521-44367-9
- Israeli Literature: a Case of Reality Reflecting Fiction (1985) ISBN 0-935052-12-7
- The Slopes of Lebanon (1989) ISBN 0-15-183090-8
- The Story Begins: Essays on Literature (1999) ISBN 0-15-100297-5
- A Tale of Love and Darkness (2003) ISBN 0-15-100878-7
- How to Cure a Fanatic (2006) ISBN 978-0-691-12669-2
- Jailson (20 Novembro 2012) Oz, Amos; Oz-Salzberger, Fania. New Haven: Yale University Press. ISBN 9780300156478

### Ficção
- Where the Jackals Howl (1965)
- Elsewhere, Perhaps (1966)
- My Michael (1968)
- Unto Death (1971)
- Touch the Water, Touch the Wind (1973)
- The Hill of Evil Counsel (1976)
- Soumchi (1978)
- A Perfect Peace (1982)
- A caixa negra - no original Black Box (1987)
- To Know a Woman (1989)
- Fima (1991) ISBN 0-15-189851-0
- Don't Call It Night (1994) ISBN 0-15-100152-9
- Pantera no Porão (1995) ISBN 0-15-100287-8
- The Same Sea (1999) ISBN 0-15-100572-9
- The Silence of Heaven: Agnon's Fear of God (2000) ISBN 0-691-03692-6
- Suddenly in the Depth of the Forest (A Fable for all ages) (2005)
- Rhyming Life and Death (2007) ISBN 978-0-7011-8228-1
- Scenes from Village Life (2009)
- Entre Amigos - no original Between Friends (2012)
- Judas (2014)